# 地域間代議員グループ
地域間代議員グループ（Межрегиональная депутатская группа、略称:МДГ）は、ソビエト連邦末期の1989年、ソビエト連邦人民代議員大会院内に形成された民主派、急進改革派の議員グループ、会派。

## 概略
1989年3月26日に実施された第1回ソ連人民代議員大会選挙では、保守派の共産党官僚が落選する一方で、失脚していたボリス・エリツィンがモスクワ選挙区から立候補し当選・政治的復権を果たしたほか、大都市を中心に民主派・急進改革派（ガブリール・ポポフ、アンドレイ・サハロフ、ユーリ・アファナーシェフなど）が当選した。彼らはミハイル・ゴルバチョフのペレストロイカ路線に対してさらに急進的な改革路線を志向するようになり、こうした代議員たちによって会派として地域間代議員グループが結成された。
1989年6月7日第1回の集会が開かれた。7月29日から30日にかけて協議会が開催され、運営組織として25人の関係者から成る調整評議会と5人の共同議長（サハロフ、エリツィン、アファナーシェフ、ポポフ、アナトリー・サプチャーク）が選出された。また、協議会では「改革の推進と実行に関するアクション・プログラム」を採択した。最終的に合計268人が協議会に出席した。

### 調整評議会
調整評議会は以下のメンバーから構成された。（　）内は選出された地域。
| 調整評議会（25人）                             | 調整評議会（25人）                     | 調整評議会（25人）         | 調整評議会（25人）                                                     | 調整評議会（25人）                             |
| ---------------------------------------------- | -------------------------------------- | -------------------------- | ---------------------------------------------------------------------- | ---------------------------------------------- |
| アンドレイ・サハロフ                           | ボリス・エリツィン                     | ユーリ・アファナーシェフ   | ガブリール・ポポフ                                                     | アナトリー・サプチャーク（レニングラード）     |
| ニコライ・トラフキン                           | アルカジー・ムラシェフ                 | ユーリー・チェルニチェンコ | アレクサンドル・オボレンスキー（ムルマンスク州アパルティティ）         | ゲンナジー・ブルブリス（スヴェルドロフスク）   |
| ユーリー・カリャーキン                         | ミレン・マルティロシャン（ウクライナ） | セルゲイ・スタンケーヴィチ | エヴドキナ・ガーエル（ウラジオストク）                                 | ウラジーミル・ヴォルコフ（スヴェルドロフスク） |
| ウラジーミル・アレクサンドロヴィチ・チーホノフ | ヴィクトル・パルム（エストニア）       | ワレンチン・ログノフ       | アンナ・アレクサンドロヴナ・ヤロシンスカヤ＝ジゲルスカヤ（ウクライナ） | ミハイル・ボチャロフ                           |
| テルマン・グドリャン（テリマン・グドリャン）   | ヴィクトル・ゴンチャロフ（ウクライナ） | ミハイル・ポルトラーニン   | アルカジー・エメリヤンコ                                               | アルカジー・ヤブロコフ                         |

第2回協議会は、1989年9月23日、24日の両日に渡ってモスクワの映画館を会場に開催された。この協議会では、地域間代議員グループの政策綱領（ブラットフォルマ）が採択された。すなわち、
- ソ連共産党の党の指導性を制度的に保障していたソ連憲法第6条の廃止
- 選挙制度のより一層の民主化
- 民主的報道法
- 土地私有制、資産に関する法制
- ソ連のヨーロッパ＝アジア・ソビエト共和国連邦（ロシア語: Союз Советских Республик Европы и Азии）への再編[1][2]

以上のような多くの政治的、社会的要求は人民代議員大会で主張され、ソ連共産党内にも民主綱領派を生み出す基礎となった。